# Ромео, Алессандро
Алессандро Ромео (итал. Alessandro Romeo; род. 19 января 1987, Рим) — итальянский футболист, нападающий.

## Карьера
24 июня Алессандро возвращается из аренды в «Сампдорию», но уже 16 июля вновь арендован футбольным клубом «Асколи».